# The OGK
The OGK es un tag team de lucha libre profesional formado por Matt Taven y Mike Bennett, que actualmente lucha para All Elite Wrestling (AEW) y su promoción hermana Ring of Honor (ROH), donde forman parte de The Undisputed Kingdom, donde se encuentran actualmente en su tercer reinado como Campeones Mundiales en Parejas de ROH.
El equipo se formó por primera vez en ROH, como parte del grupo más grande The Kingdom. Además de ROH, son mejor conocidos por su tiempo en New Japan Pro-Wrestling (NJPW) e Impact Wrestling, siendo en este último parte del grupo Honor No More. Son cinco veces campeones en parejas, siendo tres veces Campeones Mundiales en Parejas de ROH, una vez Campeones Mundiales en Parejas de Impact y una vez Campeones en Parejas de IWGP.

## Historia

### Ring of Honor

#### The Kingdom (2014-2015)
El 1 de marzo de 2015, en el 13th Anniversary Show, Bennett y Taven derrotaron a The Addiction (Christopher Daniels & Frankie Kazarian), así como Karl Anderson (quien compitió solo debido a que su compañero de equipo Doc Gallows sufría problemas de viaje) en un combate por equipos a tres bandas. El 27 de marzo de 2015, en Supercard of Honor IX, Bennett y Taven desafiaron sin éxito a reDRagon (Bobby Fish & Kyle O'Reilly) por el Campeonato Mundial en Parejas de ROH. Cole regresó de su lesión en War of the Worlds '15, donde perdió ante A.J. Styles. Luego, Cole comenzó a tener tensión con Bennett y Taven e incluso provocó una reunión con su excompañero de equipo en Future Shock, Kyle O'Reilly. El 18 de septiembre en All Star Extravaganza VII, Bennett y Taven ganaron su primer Campeonato Mundial en Parejas de ROH, cuando derrotaron a los entonces campeones The Addiction (Frankie Kazarian & Christopher Daniels) y The Young Bucks (Matt Jackson & Nick Jackson). Más tarde esa noche, Cole traicionó a O'Reilly durante su lucha por el campeonato mundial contra Jay Lethal, permaneciendo con The Kingdom y volviendo a ser heel una vez más. Bennett y Taven perdieron el título ante War Machine (Hanson & Raymond Rowe) el 18 de diciembre en Final Battle. Bennett y Kanellis dejaron ROH después de la grabación de Ring of Honor Wrestling del día siguiente, después de no llegar a un acuerdo sobre un nuevo contrato con la promoción.

#### The OGK (2020-2021)
Tras la partida de Bennett, Taven reformó The Kingdom con T. K. O'Ryan y Vinny Marseglia, junto con quienes ganó Campeonato Mundial en Parejas de Seis Hombres de ROH, mientras Taven ganó el Campeonato Mundial de ROH, pero tras perder ambos campeonatos, O'Ryan y Marseglia traicionaron a Taven, disolviendo su encarnación de The Kingdom. En 2020, después de que Ring of Honor regresara de su pausa debido a COVID-19, Taven y Marseglia (ahora llamado Vincent) reavivaron su rivalidad, con Vincent haciendo equipo con Bateman como The Righteous. El 21 de noviembre de 2020, en el episodio de Ring of Honor Wrestling, Bennett regresó a Ring of Honor ayudando a su excompañero de The Kingdom, Taven, a luchar contra Vincent y Bateman. El 10 de diciembre, en Final Battle, The OGK derrotó a The Righteous (Vincent & Bateman) en una lucha por equipos.
El 14 de noviembre de 2021, en Honor for All, The OGK derrotó a La Facción Ingobernable (Dragon Lee & Kenny King) para convertirse en dos veces Campeones Mundiales en Parejas de ROH. El 11 de diciembre de 2021, The OGK perdió los Campeonatos Mundiales en Parejas de ROH ante The Briscoe Brothers en Final Battle.

### New Japan Pro-Wrestling (2014-2015)

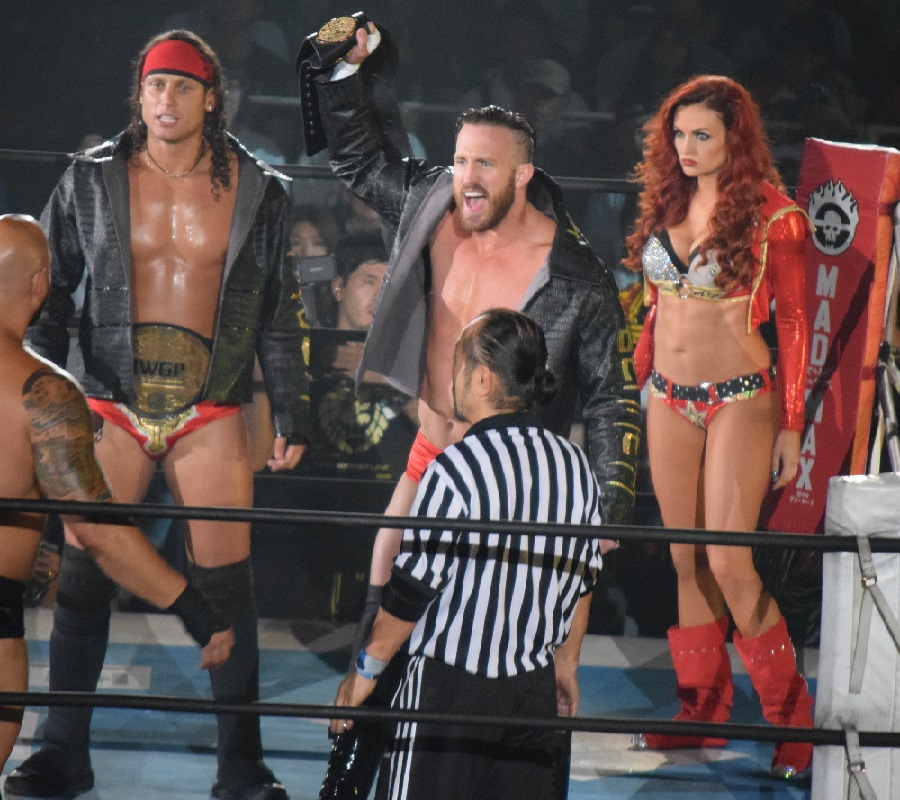
Matt Taven (izquierda) y Michael Bennett (centro) con Maria Kanellis (derecha) como Campeones en Parejas de IWGP en julio de 2015.

Bennett y Taven, hicieron su debut como equipo en New Japan Pro-Wrestling en noviembre de 2014, para tomar parte en la World Tag League 2014. Terminaron terceros en su bloque con un récord de cuatro victorias y tres derrotas. Bennett y Taven regresaron a NJPW el 5 de abril de 2015, en Invasion Attack 2015, donde derrotaron a Bullet Club (Doc Gallows & Karl Anderson) para ganar el Campeonato en Parejas de IWGP. El 5 de julio en Dominion 7.5 in Osaka-jo Hall, The Kingdom perdió el Campeonato en Parejas de IWGP ante Bullet Club en su primera defensa. Bennett y Taven regresaron a NJPW en noviembre para participar en la World Tag League 2015, donde terminaron con un récord de dos victorias y cuatro derrotas, sin poder avanzar de su bloque.

### National Wrestling Alliance (2021-2022)
El 24 de octubre de 2021, en NWA By Any Means Necessary, The OGK hizo su debut en NWA derrotando a The Fixers (Jay Bradley & Wrecking Ball Legursky).
Los OGK hicieron su regreso a la NWA en Hard Times 2 defendiendo con éxito los Campeonatos Mundiales en Parejas de ROH contra Aron Stevens y JR Kratos.
El 12 de febrero de 2022, en NWA PowerrrTrip, The OGK fueron derrotados por The Fixers (Jay Bradley y Wrecking Ball Legursky) en la primera ronda del torneo Crockett Cup.

### Impact Wrestling (2022)
El 8 de enero de 2022, en Hard To Kill, The OGK hizo su debut en Impact Wrestling junto con PCO y Vinny Marseglia atacando a Heath, Rhino y otros después de su lucha. El 26 de agosto de 2022, Taven y Bennett derrotaron The Good Brothers (Doc Gallows & Karl Anderson) para ganar los Campeonatos Mundiales en Parejas de Impact. Este combate se transmitió en diferido en el episodio del 1 de septiembre de Impact!. El 8 de octubre de 2022, durante las grabaciones de Impact!, The Kingdom perdió los Campeonatos Mundiales en Parejas de Impact ante Heath & Rhino. El 8 de octubre de 2022 se anunció que Bennett, Kanellis y Taven habían dejado Impact Wrestling.

### All Elite Wrestling / Ring of Honor (2022-presente)
En octubre de 2022, Bennett, Kanellis y Taven firmaron con All Elite Wrestling (AEW) y comenzaron a aparecer tanto allí como en ROH, que se convirtió en la promoción hermana de AEW después de ser comprada por el cofundador y director ejecutivo de AEW, Tony Khan. En el episodio del 27 de diciembre de 2023 de Dynamite, dos hombres enmascarados conocidos como The Devil's Masked Men derrotaron Maxwell Jacob Friedman en un handicap match para ganar los Campeonatos Mundiales en Parejas de ROH. El dúo se reveló tres días después, en Worlds End, como Bennett y Taven (habiendo ganado así los títulos por tercera vez), atacando a MJF después de su combate.

## Campeonatos y logros
- Impact Wrestling
  - Impact World Tag Team Championship (1 vez) [30]
- New Japan Pro-Wrestling
  - IWGP Tag Team Championship (1 vez) [14][31]
- Ring of Honor
  - ROH World Tag Team Championship (3 veces, actual) [2][32]